# جریان آنگولا

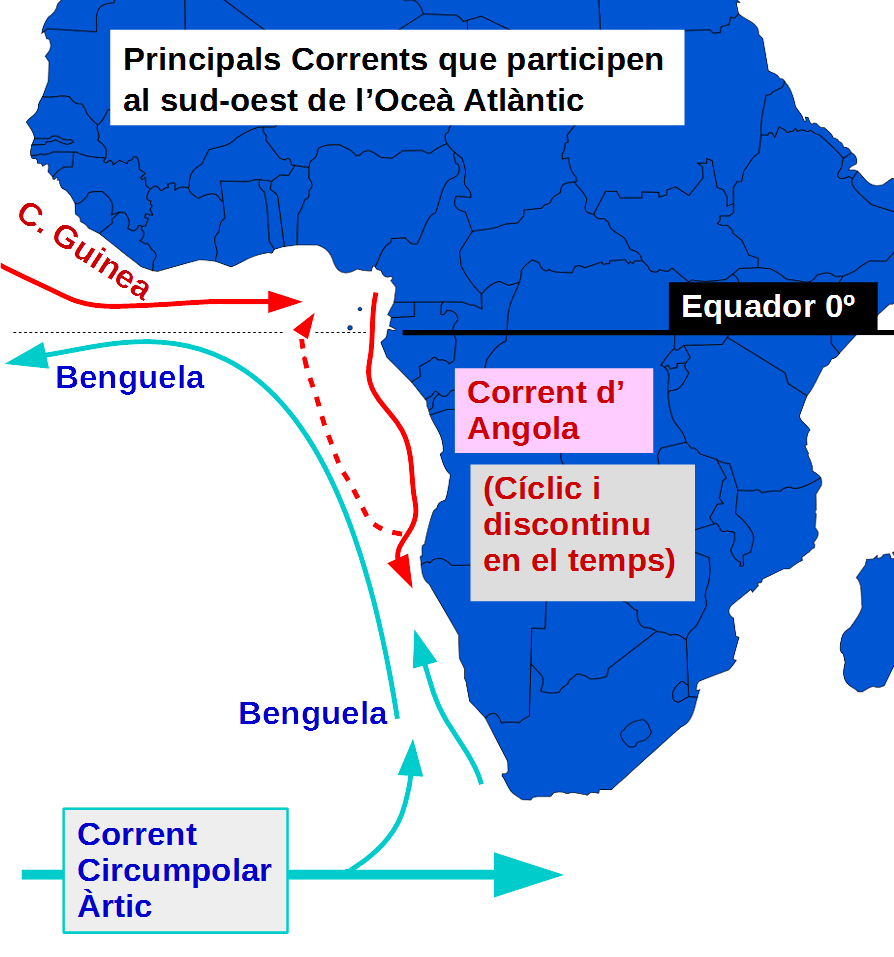
موقعیت جریان آنگولا

جریان آنگولا (انگلیسی: Angola Current) یک جریان اقیانوسی سطحی موقتی است که ادامه جریان گینه محسوب می‌شود و در نزدیکی ساحل غربی اقیانوس اطلس جریان دارد. این جریان به دلیل داشتن تأثیر بر خیزش آب مانند ال نینو شناخته شده است، البته تأثیر این جریان نسبت به ال نینو کمتر است.